# Castillo de Ajlun

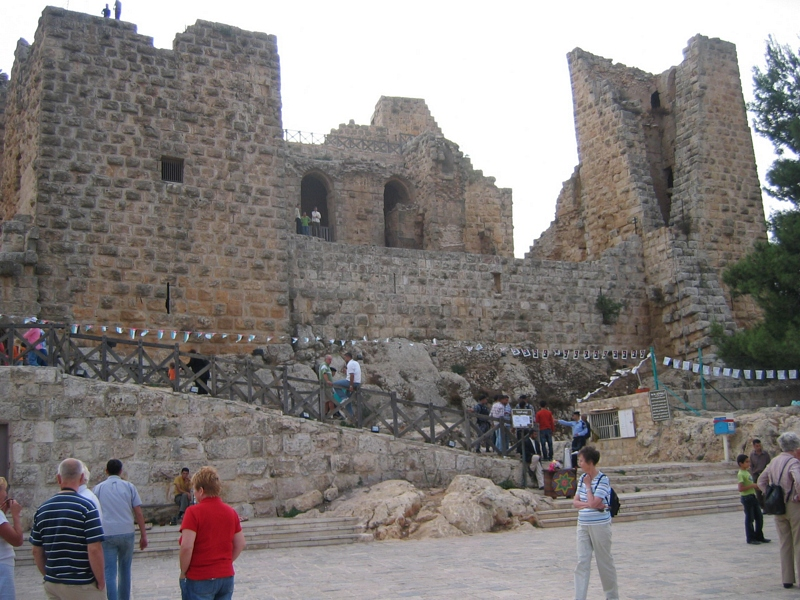
Entrada al castillo de Ajlun.

El castillo de Ajlun o Qala'at Ajlun, llamado anteriormente Qala'at ar Rabad, debido a que la familia Rabadi tuvo una importante presencia en la ciudad de Ajlun (también Ajloun) es un castillo islámico situado en la Gobernación de Ajlun, a unos 76 km al noroeste de Amán, en Jordania, y a unos 15 km de Gerasa.

## Historia

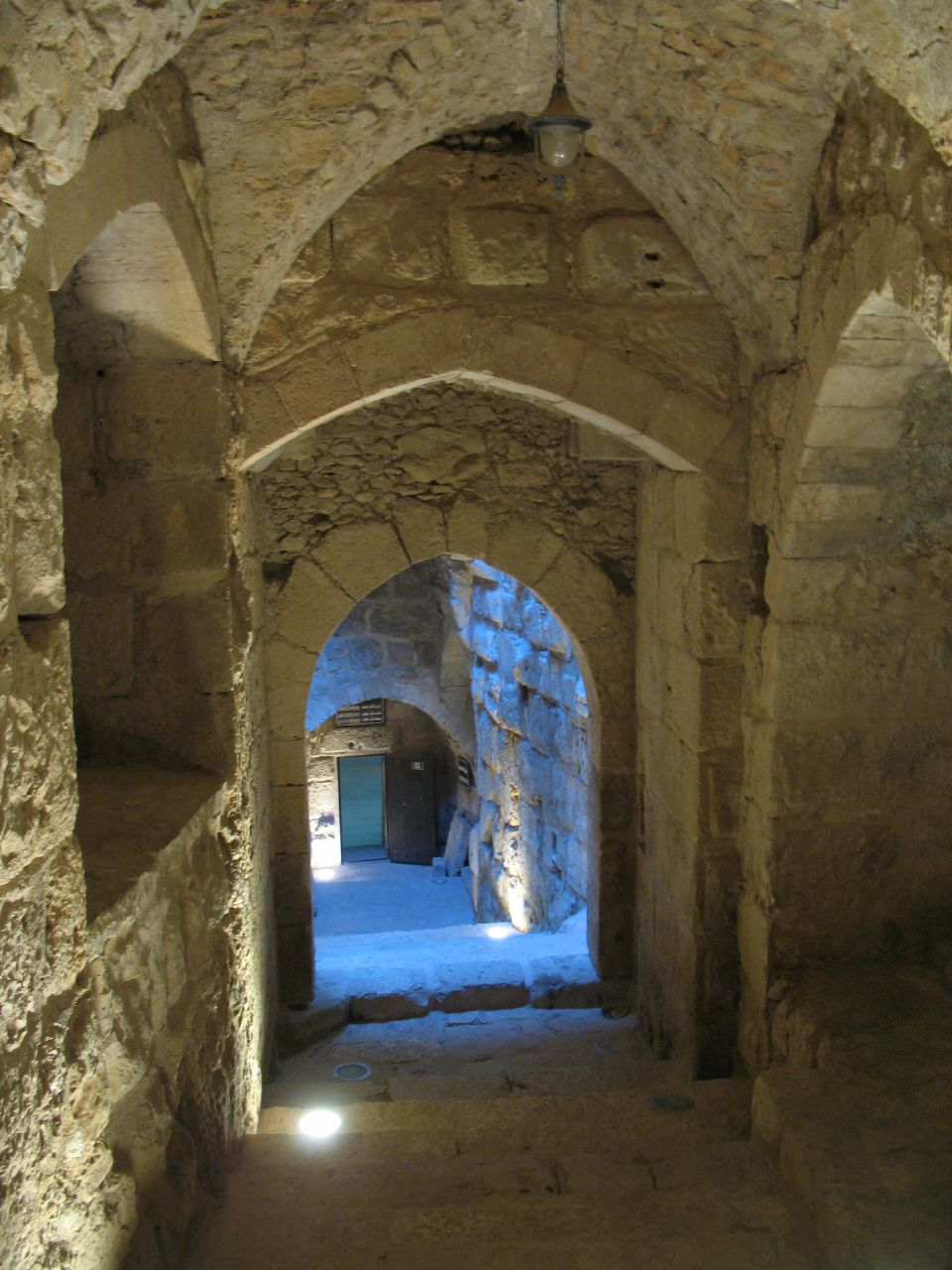
Vista interior del castillo.

La maciza fortaleza fue construida por Izz ad-Din Osama, comandante y sobrino de Saladino en 1183, fundamentalmente para detener la expansión de los cruzados en la región, que podía ser atacada desde las fortalezas cristianas de Al Karak, al sur, y Beisan, actualmente en Israel, al oeste. Además, protegía las comunicaciones entre el sur de Jordania y Siria, ya que, por su situación, domina un estrecho paso del norte del valle del Jordán y tres valles, los wadis Kufranjah, Rajeb y Al-Yabes. También garantizaba la seguridad de las caravanas de peregrinos y comerciantes que viajaban a Hijaz. Y por último, custodiaba las minas de hierro cercanas, fundamentales para la fabricación de armas.
El castillo original tenía cuatro torres. Más tarde se añadieron las aspilleras en los muros más delgados y se rodeó de un foso de 16 m de ancho y 12 m de profundidad.
Con la caída de la plaza de Al-Karak en 1187, el castillo perdió importancia militar. Tras la muerte de Usama, el gobernador mameluco, Aibak ibn Abdullah amplió el castillo en 1214-1215, añadiendo una torre en la esquina sudeste y una puerta. A mediados del siglo XIII, Yousef ibn Ayoub, rey de Alepo y Damasco, restauró la torre nordeste y usó el castillo como centro administrativo. En la torre sudoeste hay una inscripción que menciona una renovación durante el mandato del sultán mameluco Aybak, que gobernó entre 1250 y 1257.
En 1260, los mongoles destruyeron varias secciones, y tras la victoria de los mamelucos sobre los mongoles en la batalla de Ain Yalut ese mismo año, el sultán Baibars I restauró el castillo y limpió la fosa. 
Durante el periodo otomano, un contingente de cincuenta soldados permaneció en el castillo. Durante el primer cuarto del siglo XVII, el príncipe Fakhr-al-Din II del Líbano lo usó durante su lucha contra el príncipe Ahmad ibn Tarbay. Y, por último, en 1812, el viajero suizo Johann Ludwig Burckhardt encontró el castillo habitado por cuarenta personas.
Dos terremotos sacudieron el castillo en 1837 y 1927, y actualmente se encuentra en proceso de restauración, aunque su visita se realiza sin problemas desde la ciudad de Ajlun.